# Ondrej Hekel
Ondrej Hekel (Brăšljanica, 16 febbraio 1944 – Bratislava, 23 luglio 2009) è stato un sollevatore cecoslovacco che gareggiò nelle categorie dei pesi leggeri (fino a 67,5 kg.) e dei pesi medi (fino a 75 kg.).
Partecipò a tre edizioni dei Giochi Olimpici.

## Biografia
Nato in Bulgaria, nel 1968 Ondrej Hekel prese parte per la Cecoslovacchia alle Olimpiadi di Città del Messico nella categoria dei pesi leggeri, piazzandosi al 9° posto finale con 390 kg. nel totale di tre prove.
Nel 1971 ottenne il suo unico podio a livello internazionale, vincendo la medaglia di bronzo nella categoria dei pesi medi ai Campionati europei di Sofia con 452,5 kg. nel totale, dietro al sovietico Viktor Kurencov (462,5 kg.), campione olimpico in carica, e all'ungherese Gábor Szarvas (460 kg.).
Nel 1972 partecipò alle Olimpiadi di Monaco di Baviera, valevoli anche come Campionati mondiali di sollevamento pesi, terminando al 4° posto finale con 462,5 kg. nel totale.
Quattro anni dopo prese parte anche alle Olimpiadi di Montréal 1976, classificandosi al 7° posto finale con 312,5 kg. nel totale di due prove.
Ai Campionati mondiali di sollevamento pesi, oltre al 4° posto di Monaco di Baviera 1972, ottenne altri due quarti posti nelle edizioni di Varsavia 1969 nei pesi leggeri e di Lima 1971 nei pesi medi.